# Ethan Nwaneri
Ethan Chidiebere Nwaneri (21 maart 2007) is een Engelse voetballer met Nigeriaanse roots die bij voorkeur als aanvallende middenvelder of rechtsbuiten speelt. Hij brak in 2024 door bij Arsenal.

## Carrière

### Arsenal
Nwaneri sloot zich op negenjarige leeftijd aan bij de jeugdopleiding van Arsenal. De middenvelder startte het seizoen 2022/23 bij Arsenal –18, maar stroomde al gauw door naar Arsenal –21. Op 18 september 2022 maakte hij zelfs zijn officiële debuut in het eerste elftal van de club: op de achtste competitiespeeldag liet trainer Mikel Arteta hem tegen Brentford in de blessuretijd invallen voor Fábio Vieira. Nwaneri was op dat moment slechts 15 jaar en 181 dagen oud en werd zo de jongste speler ooit in de Premier League. De vorige recordhouder, Harvey Elliott, was bij zijn debuut voor Fulham in 2019 16 jaar en 30 dagen oud, wat Nwaneri de eerste speler onder de zestien jaar met speelminuten in de Premier League maakte. Nwaneri was bij zijn debuut slechts vier dagen jonger dan Derek Forster toen die op 22 augustus 1964 zijn First Division-debuut maakte in het shirt van Sunderland. Ook het clubrecord van Cesc Fàbregas (16 jaar en 177 dagen bij zijn officiële debuut voor Arsenal in een League Cup-wedstrijd tegen Rotherham United) werd verbroken.
Anderhalf jaar, op 11 februari 2024, mocht hij opnieuw een wedstrijd meedoen met het eerste, maar het was pas in het seizoen 2024/25 dat hij regelmatig mee mocht doen met het eerste elftal. Op 25 september was hij in de EFL Cup tegen Bolton Wanderers goed voor zijn eerste doelpunten in het betaalde voetbal. Op 6 november maakte hij tegen Internazionale zijn debuut in de Champions League. Op 23 november was hij als invaller tegen Nottingham Forest goed voor zijn eerste doelpunt in het betaalde voetbal. Aan de start van het nieuwe jaar mocht Nwaneri een aantal wedstrijden starten als rechtsbuiten door een blessure van Bukayo Saka. 

## Clubstatistieken
| Seizoen         | Club            | Competitie      | Competitie | Competitie | Beker | Beker | Europees | Europees | Totaal | Totaal |
| Seizoen         | Club            | Competitie      | Wed.       | Dlp.       | Wed.  | Dlp.  | Wed.     | Dlp.     | Wed.   | Dlp.   |
| --------------- | --------------- | --------------- | ---------- | ---------- | ----- | ----- | -------- | -------- | ------ | ------ |
| 2022/23         | Arsenal         | Premier League  | 1          | 0          | 0     | 0     | 0        | 0        | 1      | 0      |
| 2023/24         | Arsenal         | Premier League  | 1          | 0          | 0     | 0     | 0        | 0        | 1      | 0      |
| 2024/25         | Arsenal         | Premier League  | 12         | 2          | 3     | 3     | 3        | 0        | 18     | 5      |
| Carrière totaal | Carrière totaal | Carrière totaal | 14         | 2          | 3     | 3     | 3        | 0        | 20     | 5      |

Bijgewerkt op 6 januari 2025.

## Interlandcarrière
Nwaneri speelde jeugdinterlands voor de elftallen van Engeland onder 16, onder 17 en onder 18.